# أميدي فور
أميدي فور (بالفرنسية: Victor Amédée Faure)‏ هو رسام فرنسي، ولد في 5 فبراير 1801 في باريس في فرنسا، وتوفي بنفس المكان في 1878.